# Ectropothecium latifolium
Ectropothecium latifolium là một loài Rêu trong họ Hypnaceae. Loài này được (Taylor) A. Jaeger mô tả khoa học đầu tiên năm 1880.